# U.S.A. (United State of Atlanta)
U.S.A. (United State of Atlanta) är det fjärde studioalbumet av rapduon Ying Yang Twins. Det släpptes 28 juni 2005.

## Låtlista
1. "All Good Things (Intro)"
2. "Fuck the Ying Yang Twins"
3. "Long Time" (med Anthony Hamilton)
4. "Live Again"(med Adam Levine)
5. "We At War (skit)"
6. "Ghetto Classics"
7. "The Courthouse (skit)"
8. "23 Hr. Lock Down" (med Bun B)
9. "Sex Therapy 101 (skit)"
10. "Wait (The Whisper Song)"
11. "Sex Therapy 102 (skit)"
12. "Pull My Hair"
13. "Sex Therapy 103 (skit)"
14. "Bedroom Boom" (med Avant)
15. "The Walk" (med Da Muzicianz, Countrie Biggz, Homebwoi och B.G.)
16. "Hoes" (med Jacki-O)
17. "Badd" (med Mike Jones och Mr. Collipark)
18. "Put That Thang Down" (med Teedra Moses)
19. "Shake" (med Pitbull)
20. "My Brother's Keeper" (med Anwar)
21. "Dedication & Upcoming Events (skit)"
22. "U.S.A."
23. "Wait (The Whisper Song) (Remix) (Bonuslåt) (med Busta Rhymes, Missy Elliott, Lil Scrappy, Free och Mr. Collipark)